# Takehiko Inoue
Takehiko Inoue (japanska: 井上 雄彦?, Inoue Takehiko), född 12 januari 1967 i nuvarande Isa, är en japansk serieskapare. Han är mest känd för att ha skapat mangaserierna Slam Dunk, Vagabond och Real.